# 旗鼓相当
是2013年彼得·西格尔执导的美国拳击运动喜剧片，羅拔·迪尼路和席維斯·史特龍主演，讲述两个退役拳击手的故事。两人都曾主演过重要的拳击电影，分别为《愤怒的公牛》和《洛奇》，两人还合作过1997年犯罪剧情片《地頭龍》。美国于2013年12月25日上映。

## 剧情
「剃刀」亨利（席維斯·史特龍 飾演）與「小子」比利（迪尼路 飾演）是80年代叱吒一時的拳擊手，一時瑜亮的兩人在兩場對決中各占勝場，但剃刀的忽然退休卻讓原本的第三場比賽告吹。30年過去，洗盡鉛華的剃刀回歸鐵工廠工作，而小子則經營酒吧與二手車買賣。
一日，兩人的前經紀人之子邀約兩人為拳击电子游戏拍攝動作捕捉，不料狹路相逢的兩人竟因新仇舊恨在攝影棚大打出手；而隨著兩人扭打的影片在網路爆紅，前經紀人之子竟動起了讓年過半百的兩人重返擂台一決高下的鬼點子...

## 演員
- 席維斯·史特龍 飾 Henry "Razor" Sharp[2]
- 羅拔·迪尼路 飾 Billy "The Kid" McDonnen[2]
- 奇雲·哈特 飾 Dante Slate, Jr.[3]
- 亞倫·阿金 飾 Louis "Lightning" Conlon[3]
- 金·碧辛嘉 飾 Sally Rose[3]
- 強·柏恩瑟 飾 B. J.[4]
- LL Cool J 飾 Frankie Brite
- 安東尼·安德森 飾 Mr. Sandpaper Hands
- Camden Gray 飾 Trey

## 制作
2012年12月在新奥尔良开拍，2013年3月杀青。

## 评价
Metacritic上媒体综评35分，烂番茄新鲜度29%，获得大多差评。
美媒认为：“一部公式化的影片，但它还是传递出了足量地欢乐与正面力量”，“一部愉快、轻松且偶有惊喜的影片，虽然未能避免套路影片的陈词滥调，但情感上的大量投入与可信度不容置疑”，“很可惜未能成为我们预期的那样，整部影片都在老式喜剧和情感剧情之间博弈，最终也未能倾向某一个方向”，“两位主演发挥正常，贡献了各自生涯之中的上乘表演，但整部影片的制作非常廉价”，“真的很可惜，史泰龙和德尼罗之间未能爆发出足够的火花，这最终导致影片沦为了一部平庸之作”。

## 票房
美国首周末收获731万美元，首周五日累积1343万，该成绩位列体育类题材影片开画榜第九位，仅次于2006年的《安纳波利斯》。次周末收541万列第十，累计2492万。